# 사랑의 방식
《사랑의 방식》은 1993년 3월 15일부터 1993년 5월 4일까지 방영된 MBC 월화드라마이다.

## 소개
20대와 40대의 세 주인공이 서로의 사랑을 찾아가는 과정을 섬세하게 펼칠 이 프로그램은 세대가 바뀜에 따라 사랑의 의미와 방식은 어떻게 달라져왔는지, 또 그렇다면 오늘의 시점에서 참사랑은 과연 어떤 모습으로 존재하는지 그 해답을 찾아나간다.

## 출연진
- 이영하 : 이사준
- 이미연 : 유미리
- 홍학표 : 송호준
- 김미정 : 윤정신
- 정한용 : 박응서
- 이효정 : 김 대리
- 최수지 : 안애리

| 문화방송 월화드라마                                | 문화방송 월화드라마                            | 문화방송 월화드라마                       |
| 이전 작품                                          | 작품명                                         | 다음 작품                                 |
| -------------------------------------------------- | ---------------------------------------------- | ----------------------------------------- |
| 걸어서 하늘까지 (1993년 1월 18일 ~ 1993년 3월 9일) | 사랑의 방식 (1993년 3월 15일 ~ 1993년 5월 4일) | 산바람 (1993년 5월 10일 ~ 1993년 7월 6일) |